# Geranomyia tulumayoensis
Geranomyia tulumayoensis är en tvåvingeart som först beskrevs av Alexander 1944.  Geranomyia tulumayoensis ingår i släktet Geranomyia och familjen småharkrankar.
Artens utbredningsområde är Peru. Inga underarter finns listade i Catalogue of Life.